# Нюрина, Фанни Ефимовна
Фа́нни Ефи́мовна Ню́рина (урождённая Ли́пец, в замужестве Фа́нни Ефи́мовна Ни́ренберг, декабрь 1885, Бердичев — 29 июля 1938) — советский публицист, журналист и деятель юстиции, исполняющая обязанности прокурора РСФСР.

## Биография
Родилась в семье владельца суконного магазина, купца 2-й гильдии Эфроима (Фроима) Овшиевича Липеца и его жены Рейзи Янкелевны, была восьмым ребёнком в семье (старший брат — в будущем известный революционный деятель Давид Липец). В Бердичеве получила начальное образование. В 1902 году после смерти отца стала членом Бунда, часто переезжала. Так, в конце 1903 года по заданию своей организации выехала за границу и поселилась в Париже, где прожила более года и для пополнения образования посещала Высшую школу общественных наук. В 1904 году вступила в брак с Израилем Исааковичем Ниренбергом и перешла на фамилию Ниренберг (Нюрина — партийный и литературный псевдоним, ставший впоследствии частью двойной фамилии Нюрина-Ниренберг). В 1905 году, в Галиции, родила первого сына, Александра. В 1909 году, уже в России, родила второго, Шера.
Была членом редколлегии журнала «Работница», вся редакция которого была арестована в 1914 году (находилась в заключении три месяца). На протяжении последующих лет продолжала активно заниматься революционной деятельностью, Февральскую революцию встретила в Петрограде. После Октябрьской революции и в первые годы советской власти продолжала оставаться активным членом Бунда и поддерживала все меньшевистские лозунги. 
В 1918–1919 годах работала секретарём и заместителем заведующего отделом охраны труда Бердичевской городской управы, была членом городского Совета рабочих и крестьянских депутатов. В Киеве стала работать заместителем заведующего районным отделом народного образования. В начале 1920 года вышла из Бунда и вступила в РКП(б), продолжала работать в советских органах: была членом комитета Киевского губернского отдела народного образования, заведующей секцией в собесе, в ряде мест выбиралась членом Совета рабочих и крестьянских депутатов. 
В ноябре 1920 года была переведена в Москву, где занимала ряд ответственных постов, в частности, была политкомиссаром в Главном и Московском управлениях воинских учебных заведений. В июне 1922 года была назначена в женский отдел ЦК ВКП(б) на должность заведующей подотделом, где проработала более шести лет. В 1920—1930 годах была членом редколлегии журнала «Коммунистка». Опубликовала ряд публицистических работ и памфлетов о роли женщин в социалистическом строительстве, в том числе юридические материалы на эту тему.
28 сентября 1928 года Совнарком РСФСР утвердил Нюрину членом коллегии Наркомата юстиции, в котором она уже с 1 октября возглавила отдел общего надзора прокуратуры республики. В мае 1934 года стала исполнять обязанности заместителя прокурора РСФСР, в сентябре 1936 года — прокурора РСФСР. В начале августа 1937 года была неожиданно снята с должности. Формальным поводом для этого послужили аресты её родственников, в частности брата Давида. После этого некоторое время работала юрисконсультом в горпромторге, но и оттуда вскоре была уволена.

### Арест и расстрел
26 апреля 1938 была арестована. «Изобличалась» выписками из протоколов допросов уже арестованных руководящих работников органов юстиции и прокуратуры, с которыми общалась по роду службы: наркома юстиции СССР Николая Васильевича Крыленко, заместителя Прокурора СССР Григория Моисеевича Леплевского, помощника прокурора РСФСР Виктора Михайлоича Бурмистрова. Все они «изобличали» Нюрину-Ниренберг как участника антисоветской организации, якобы существовавшей в органах прокуратуры. Невзирая на следствие, длившееся три месяца и проходящее с нарушениями социалистической законности, вины не признала и никого не оговорила. 29 июля 1938 судебное заседание выездной сессии ВКВС СССР за 20 минут приговорило Нюрину-Ниренберг к расстрелу с конфискацией имущества, приговор был приведен в исполнение незамедлительно.

## Семья
- Брат — революционный деятель Давид Александрович Петровский-Липец (его жена — суфражистка и сотрудник Коминтерна Р. М. Коэн), племянник — доктор геолого-минералогических наук Алексей Давидович Петровский.
- Брат — купец Хаим Фроимович Липец, племянник — генерал-майор интендантской службы Ефраим Хаимович Липец.
- Муж — революционный деятель, журналист[7][8][9] и историк Израиль Исаакович Ниренберг (позже Нюрнберг), сын крупного бердичевского купца Исаака Ушеровича Ниренберга, который владел доходным домом на Махновской улице и был членом попечительского комитета городской Еврейской больницы[10][11]).
  - Сыновья — инженер-теплотехник, специалист в области холодильных установок Александр Ефимович Ниточкин; писатель Александр Израилевич Шаров.

## Публикации
- Нюрина Ф. Е. Дошкольное воспитание и работница. — Москва: Госмастерская Педагогического театра Главсоцвоса, Донполиграфбум, 1925. — 14 с.
- Нюрина Ф. Е. Заре навстречу: восьмое марта международный женский день. — Москва: Молодая гвардия, 1926. — 64 с.
- Нюрина Ф. Е. Ленин и раскрепощение работницы. — Москва — Ленинград: Государственное издательство, 1926. — 16 с.
- Нюрина Ф. Е. Как должны работать делегатские собрания работниц. — Москва — Ленинград: Государственное издательство, 1926. — 29 с.
- Лин И. З. Дела и дни делегатские (очерки светлых будней) / предисловие Ф. Е. Нюриной. — Москва — Ленинград: Государственное издательство, 1926. — 86 с.
- Нюрина Ф. Е. Нет угнетённых наций в СССР. — 1-е изд. — Москва — Ленинград: Государственное издательство, 1926. — 16 с.
- Нюрина Ф. Е. Нет угнетённых наций в СССР. — 2-е изд. — Москва — Ленинград: Государственное издательство, 1928. — 16 с.
- Нюрина Ф. Е., Соколова О. Работа ячейки среди работниц и жён рабочих. — Харьков: Пролетарий, 1926. — 52 с.
- Гамза Я. Живая газета: к восьмому марта международному женскому коммунистическому дню / ред. Ф. Е. Нюриной. — Москва: Охрана материнства и младенчества, 1927. — 66 с.
- Нюрина Ф. Е. Домашние хозяйки, кого вы пошлёте в Московский совет?. — Москва — Ленинград: Московский рабочий, 1927. — 30 с.
- Нюрина Ф. Е. Трудящиеся женщины в обороне СССР. — 1-е изд. — Москва — Ленинград: Государственное издательство, 1927. — 31 с.
- Нюрина Ф. Е. Трудящиеся женщины в обороне СССР. — 2-е изд. — Москва — Ленинград: Государственное издательство, 1928. — 31 с.
- Нюрина Ф. Е. Паранджа. — Москва — Ленинград: Государственное издательство, 1928. — 15 с.
- Нюрина Ф. Е. Рабочая книжка делегатки. — 1-е изд. — Москва — Ленинград: Государственное издательство, 1928. — 158 с.
- Нюрина Ф. Е. Рабочая книжка делегатки. — 2-е изд. — Москва — Ленинград: Государственное издательство, 1928. — 189 с.
- Нюрина Ф. Е. Рабочая книжка делегатки. — 3-е изд. — Москва — Ленинград: Государственное издательство, 1928. — 189 с.
- Материалы и методические указания к программной и практической работе делегатского собрания распыленных тружениц / АППО ЦК и Отдел ЦК ВКП(б) по работе среди работниц и крестьянок, предисловие Ф. Е. Нюриной. — 1-е изд. — Москва — Ленинград: Государственное издательство, 1928. — 277 с.
- Материалы и методические указания к программной и практической работе делегатского собрания распыленных тружениц / АППО ЦК и Отдел ЦК ВКП(б) по работе среди работниц и крестьянок, предисловие Ф. Е. Нюриной. — 2-е изд. — Москва — Ленинград: Государственное издательство, 1928. — 284 с.
- G. G. L. Alexander, F. Niurina. Women in the Soviet Union: Two impressions of the All-Russian Congress of worker and peasant women. London: Modern Books, 1929. — 67 p.
- Нюрина Ф. Е. Работница и крестьянка управляют страной. — Москва: Власть советов, 1930. — 44 с.
- Нюрина Ф. Е. Женщина в борьбе за новое общество. — Харьков: Пролетарий, 1930. — 56 с.
- Нюрина Ф. Е. За трудовую дисциплину: производственно-товарищеские суды на предприятиях / Институт советского строительства и права при Коммунистической академии. — Москва: Советское законодательство, 1931. — 47 с.
- Нюрина Ф. Е. Работницы и крестьянки управляют государством = די ארבעטערנס און פּױערטעס פירן אָן מיט דער מעלוכע (идиш). — Харьков: Центральное издательство, 1931. — 29 с.
- Нюрина Ф. Е. Работница в борьбе за социализм. — Москва: Партиздат, 1932. — 48 с.
- Нюрина Ф. Е., Володарский П. Г. Сельские общественные суды / предислове Н. В. Крыленко. — 1-е изд. — Москва: Советское законодательство, 1932. — 109 с.
- Нюрина Ф. Е., Володарский П. Г. Сельские общественные суды / предислове Н. В. Крыленко. — 2-е изд. — Москва: Советское законодательство, 1933. — 87 с.
- Нюрина Ф. Е. Производственно-товарищеские суды на новом этапе. — Москва: Советское законодательство, 1933. — 32 с.
- Ефимочкин В. П. Группы содействия прокуратуре / под ред. и с пред. Ф. Е. Нюриной. — Москва: Советское законодательство, 1933. — 48 с.
- Володарский П. Г. Социалистическое совместительство в органах юстиции: краткое пособие для работников юстиции и соцсовместителей / под ред. и с пред. Ф. Е. Нюриной. — Москва: Советское законодательство, 1934. — 65 с.
- Nurina, F. Women in the Soviet Union: The Role of Women in Socialist Construction. London: Martin Lawrence; New York: International Publishers, 1934. — 94 p.
- Нюрина Ф. Е. О славе женской, о радости материнской, о гордости советской. — Гаврилов-Ям: Путь Ильича, 1936. — 16 с.
- Шалагинов В. Как лучше организовать работу сельского общественного суда / ред. Ф. Е. Нюрина. — Москва: Советское законодательство, 1936. — 48 с.
- Нюрина Ф. Е. Патриотки советской страны. — Москва: Партиздат, 1937. — 77 с.
- Нюрина Ф. Е., Куртик А. М. Замечательная дочь великого народа (М. В. Пронина, делегатка Чрезвычайного Vlll Всесоюзного съезда советов, убитая врагами народа). — Москва: Учпедгиз, 1937. — 135 с.